# Теодор фон Крамер-Клетт

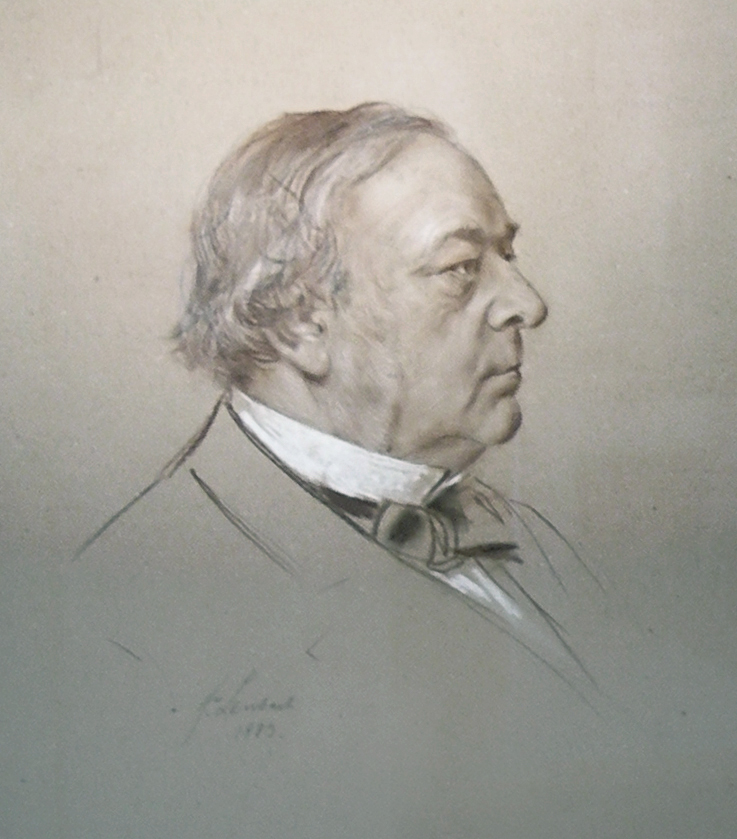
Франц фон Ленбах: Теодор фон Крамер-Клетт, 1883

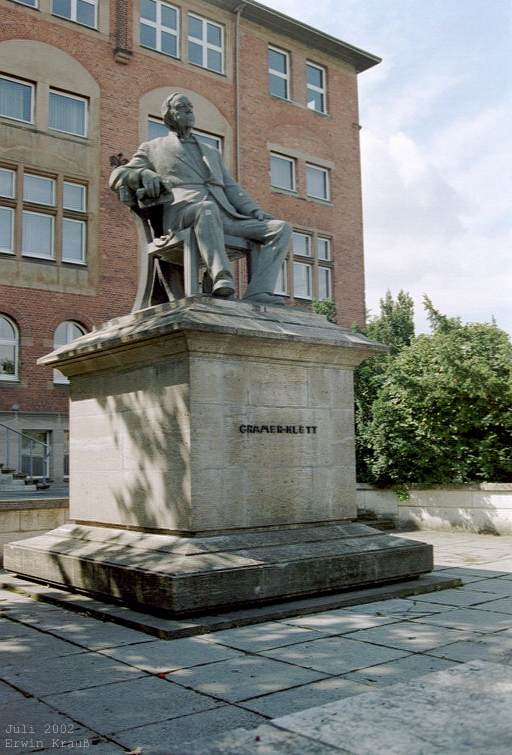
Крамер-Клетт-Денкмаль (до 6 грудня 2011 р.) на Нюрнбергер Франкенштрассе, сьогодні на робочій зоні MAN

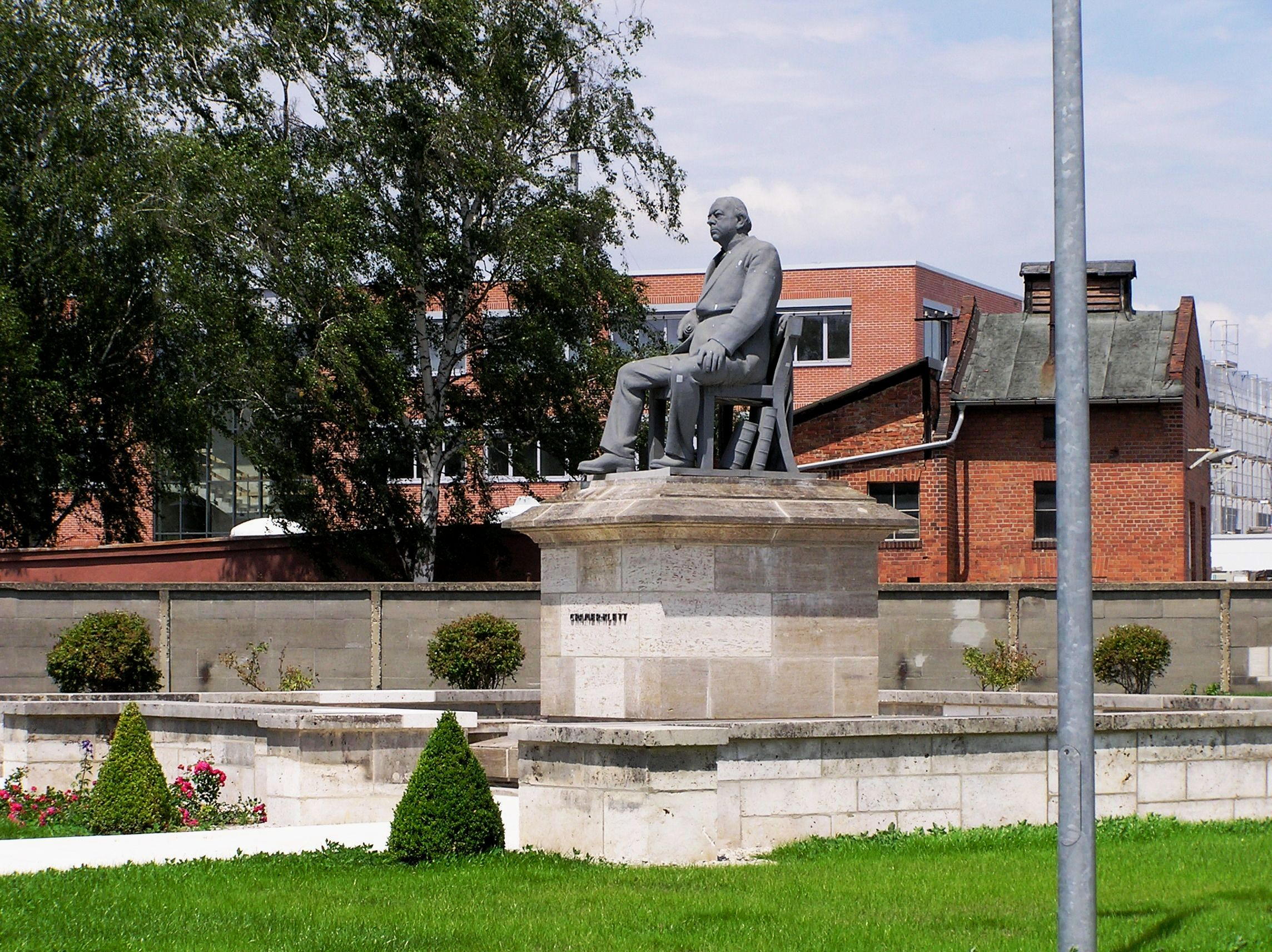
Меморіал Крамера-Клетта

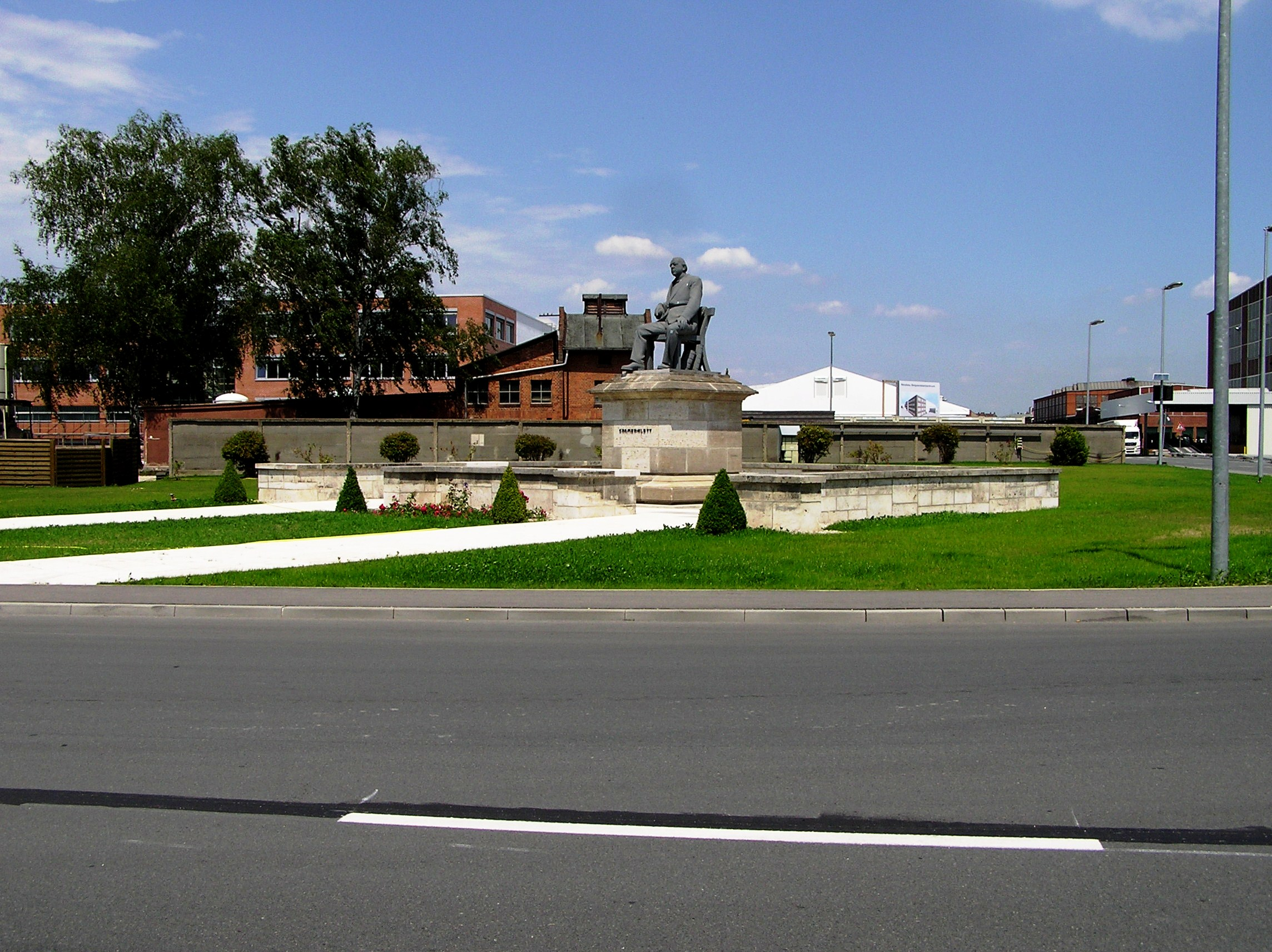
Меморіал Крамера-Клетта на площі МАН у Нюрнберзі

Теодор фон Крамер-Клетт (нім. Theodor von Cramer-Klett; 27 вересня 1817, Нюрнберг — 5 квітня 1884, Ашау-ім-Кімгау) — німецький підприємець і банкір.

## Життєпис
Його батьком був Альберт Йоганн Крамер, а матір'ю - Фелісітас Фальке, дочка підприємця Йоганна Каспара Фальке з Нюрнберга. Він був власником німецької компанії Maschinenbau Actiengesellschaft Nürnberg, яка в 1898 році стала німецькою компанією MAN. Крамер-Клетт був засновником німецької компанії Süddeutsche Bodencreditbank AG та співзасновником приватного банку Merck, Christian & Co, який згодом став Merck Finck & Co, та німецької страхової компанії Münchener Rückversicherungs-Gesellschaft.
Вперше одружився з Емілі Клетт. У другому шлюбі після смерті Емілі Клетт він одружився з Елізабет Курце і мав одного сина Теодора фон Крамера-Клетт молодшого. Крамер-Клетт похований на кладовищі Йоганніса в Нюрнберзі.

## Нагороди та відзнаки
- 1854: Шляхта (Nobility)
- Його ім'ям названо робочий район у Нюрнберзі — Крамер-Клетт-Зідлунг.
- Меморіал Крамера-Клетта в Нюрнберзі